# RHAPSODY (RCサクセションのアルバム)
『RHAPSODY』（ラプソディー）は、1980年に発表されたRCサクセションのライヴ・アルバム。バンドにとって4年ぶりのアルバム。

## 解説
RCサクセションは、1978年を境にロックバンド編成に移行。そして、シングル「ステップ!」「雨あがりの夜空に」を経て、久保講堂でのライヴを収録した本作を発表。レコード会社やスタッフからは、スタジオ・アルバムを出すべきとの声もあったが、忌野清志郎は「ライヴの勢いをそのまま出した方がいい」と考え、また、スタジオ録音で音をいじられることを嫌っていたため、敢えてライヴ盤の発表に踏み切った。全盛期のメンバー5人が揃ったのに加え、小川銀次（ギター）と、その後もRC及び忌野と深く関わることとなる梅津和時（アルト・サクソフォーン）がサポート・メンバーとして参加。本作は、RCにとってターニング・ポイントとなる成功作であり、本作発表後、RCのライヴは規模が拡大していく。また、発売年が1980年であるため、1980年代に一世を風靡した日本のロック・ニュー・ウェイヴの先陣を切ったアルバムとして評価されることが多い。
2005年、本作の完全版ともいえるライヴ・アルバム『RHAPSODY NAKED』が発売された。

## 収録曲
- 全作詞・作曲：忌野清志郎　編曲：RCサクセション（特記以外）

1. よォーこそ
2. エネルギー OH エネルギー
3. ラプソディー
4. ボスしけてるぜ
5. エンジェル
6. ブン・ブン・ブン
7. 雨あがりの夜空に
（作詞・作曲：忌野清志郎・仲井戸麗市）
8. 上を向いて歩こう
（作詞：永六輔　作曲：中村八大）
9. キモちE